# François Martel de Brouague
François Martel de Brouague né le 30 avril 1692 dans la ville de Québec et mort le 15 mars 1761 dans la même ville, est un commandant de la côte du Labrador, négociant et armateur en Nouvelle-France.

## Biographie
François Martel de Brouague était le fils de Pierre-Gratien Martel de Brouague et de Marie-Charlotte Charest. Son père était un commerçant de Québec, associé avec son oncle Raymond Martel dans les affaires commerciales avec Augustin Le Gardeur de Courtemanche, commandant du fort Pontchartrain du Labrador dénommé également fort Phélypeaux qui était un poste de traite fortifié. 
Après le décès de son père, sa mère, Marie-Charlotte Charest, épousa Augustin Le Gardeur de Courtemanche. En 1702 celui-ci obtenait du gouverneur Louis-Hector de Callière et de l’intendant des armées navales, le sieur François de Beauharnois de La Chaussaye une concession au Labrador pour une durée de dix ans, et en 1714 le roi Louis XIV lui concédait la baie de Phélypeaux (baie de Brador) et le nommait commandant de la côte du Labrador et du fort Pontchartrain du Labrador. La baie de Brador se trouve sur la côte est de la baie du même nom, à 7 kilomètres au nord du village de Blanc-Sablon. 
Son beau-père Augustin Le Gardeur de Courtemanche mourut en 1717 et François Martel de Brouague, qui l’assistait depuis quelques années, le remplaça en janvier 1718 comme commandant de la côte du Labrador et du fort Pontchartrain du Labrador. François Martel de Brouague, commandant du Roy pour le Labrador, désignait d'ailleurs l'endroit ainsi : « À la baye de Phélipeaux, coste de la Brador ». Il assuma la charge de représentant de l’autorité royale sur la côte nord, il devait rendre justice et défendre le poste de la baie de Phélypeaux, ainsi que tous les établissements temporaires des pêcheurs français sur les côtes, contre les incursions des Esquimaux et autres tribus amérindiennes. Afin de mieux les connaître, il apprit la langue inuktitut grâce à une jeune Inuite du nom d'Acoutsina (fille du chef Ouibignaro) qui, elle-même avait appris le français avec une autre Amérindienne, dénommée Marie-Angélique le Blanc de la Nation des Renards au sein de la famille d'Augustin Le Gardeur de Courtemanche.
En septembre 1719, le poste de pêche de fort Ponchartrain du Labrador subit une importante attaque des Esquimaux suivi de l'incendie total du poste de traite et de pêche. Dès l'année suivante, François Martel de Brouague fait reconstruire le fortin du poste de fort Ponchartrain du Labrador. Il favorisa, durant tout son mandat de commandant de la côte du Labrador, l'installation au fort Ponchartrain du Labrador d'Amérindiens de la Nation des Montagnais et repoussa ainsi les Esquimaux vers les régions septentrionales du Labrador.
En 1725, François Martel de Brouague embarqua pour la France pour ses affaires. Il obtint le 25 décembre 1725 un brevet royal qui lui concédait durant tout son vivant les droits de sa mère sur la baie de Phélypeaux. 
Le 21 février 1726 il épousait à Versailles Anne-Marie-Favry Du Ponceau. Cette dernière mourut vers 1730 au Labrador. 
En 1732, il épousa Louise Mariachau d'Esgly, fille de François Mariauchau d'Esgly, commandant du fort Chambly et la sœur de l'évêque de Québec Louis-Philippe Mariauchau d'Esgly.
Durant son long commandement au Labrador, François Martel de Brouague s’occupa activement comme armateur et négociant, autant du commerce de ses pêcheries que de choses militaires. Il envoyait en France de la morue séchée, des os de baleines et de l'huile de phoques. Sous son commandement, on comptait entre une vingtaine et une quarantaine de navires de pêche, selon les saisons, accostant au fort Pontchatrain du Labrador.
En 1739, le ministre de la Marine, Jean-Frédéric Phélypeaux de Maurepas, demandait au gouverneur Charles de La Boische et à l’intendant de la Nouvelle-France, sieur Gilles Hocquart d’avertir Brouague de ne plus délaisser son poste de commandement.
Il finit sa vie au poste de traite fortifié de Phélypeaux et mourut à Québec le 15 mars 1761.